# Congregación Hijas de San José Protectoras de la Infancia

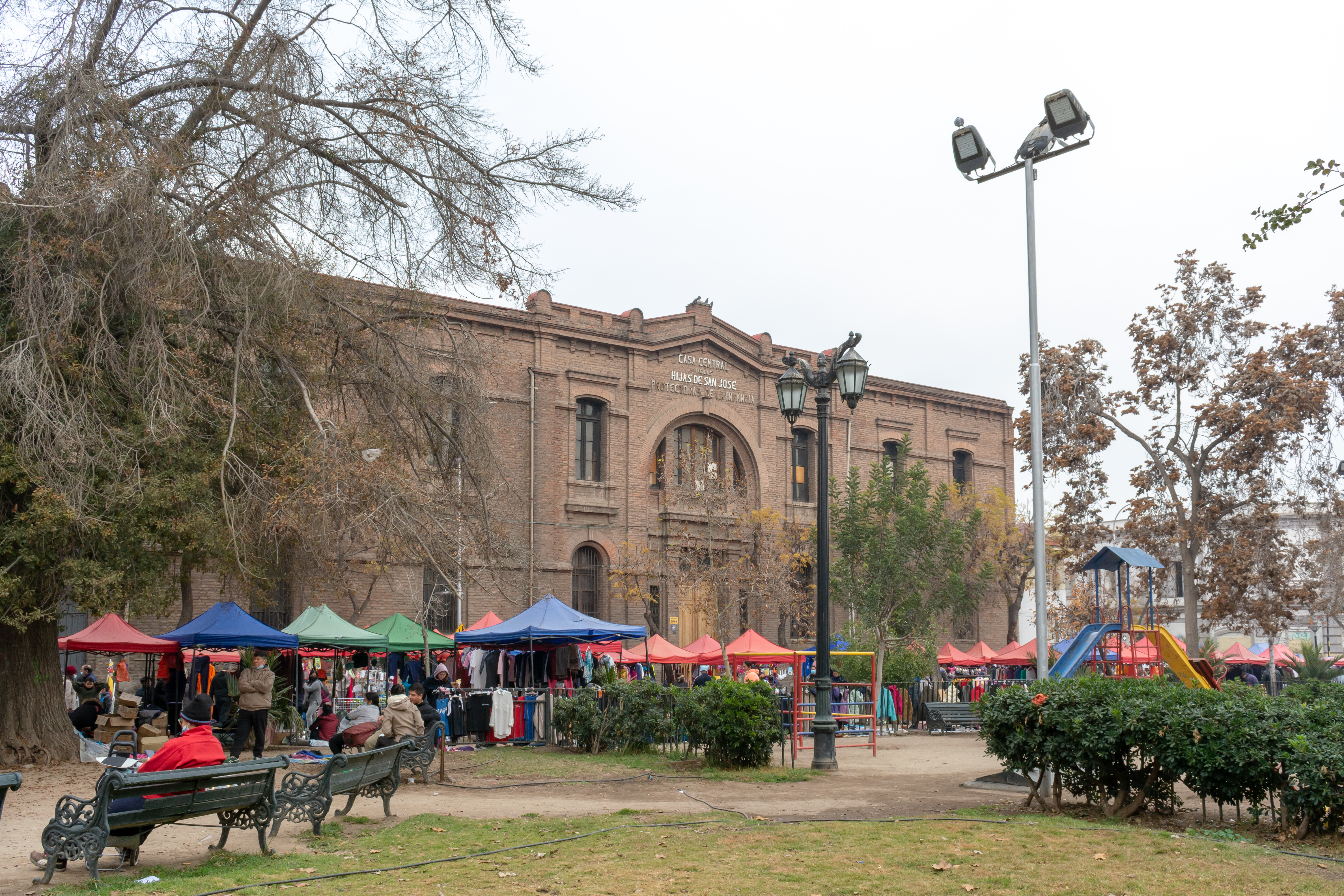
Casa Central de las Hijas de San José Protectoras de la Infancia en Santiago, Chile.

Las Hijas de San José Protectoras de la Infancia es una congregación católica fundada por la religiosa chilena, Madre María Luisa Villalón, destinada a la vida consagrada y a la protección de los niños desamparados. Su Casa Central se encuentra ubicada frente al Parque Portales del barrio Yungay, en Santiago de Chile.

## Historia
La organización religiosa se constituyó producto del conflicto suscitado al interior de la Congregación de las Hermanas de la Providencia debido a la aprobación de las Constituciones de las Hermanas de la Providencia de Montreal, las que, para la Santa Sede, debían adoptarse por la Iglesia católica en Chile. El conflicto tiene su origen en que en ese momento Monseñor Joaquín Larraín Gandarillas quería que la Congregación de las Hermanas de la Providencia se transformara en una orden diocesana y había redactado sus Constituciones que no fueron aprobadas en la Santa Sede ni tampoco por la Congregación en Chile. Es así que en la Casa de Huérfanos, que hasta ese momento estaba a cargo de las HH. de la Providencia se constituye un grupo de 19 hermanas apoyadas por parte del clero y por Mons. Joaquiín Larraín G.
Se establecen como una Congregación diocesana. Fueron erigidas canónicamente el 29 de marzo de 1895 en Santiago de Chile. El 21 de julio de 1938 fueron aprobadas las constituciones por el papa Pío XI. 

## Carisma
En su carisma describen:
Nos ponemos a disposición de la Iglesia para manifestar al mundo el amor y la actitud de Cristo al decir: "Dejad que los niños vengan a mí" (Mc. 10,14). El testimonio de nuestra vida consagrada, intensificada con la oración y la penitencia, será nuestro primordial apostolado...